# Angelo Pellegrino Sbardellotto
Angelo Pellegrino Sbardellotto (né à Villa di Villa, hameau de Mel le 1er août 1907, mort à Rome le 17 juin 1932) est un anarchiste italien du XXe siècle, opposant au régime fasciste de Benito Mussolini.

## Biographie
Angelo Pellegrino Sbardellotto est né dans une famille pauvre de Vénétie de  Luigi et Giovanna Dall’Omo, cinquième enfant de onze frères et sœurs. En 1924, très jeune, il émigre avec son père en France, puis au Luxembourg et enfin en Belgique où il travaille comme mineur et ouvrier mécanicien. Il s'intéresse aux idées socialistes et il est très choqué par les exactions des squadristi fascistes qui assassinent le socialiste Edoardo Mattia (1er mai 1922). C'est certainement au cours de cette période que son antifascisme murit et qu'il adhère aux idées anarchistes. En 1928, il refuse de revenir en Italie alors qu'il est appelé à faire son service militaire et dans une lettre adressée, il fait part de ses opinions anarchistes à sa mère, une catholique pratiquante, qui le fait lire au prêtre de la paroisse et à l'ancienne maîtresse d'école de son fils.
Un des deux, du prêtre ou de la maîtresse informe du courrier la préfecture de Belluno ce qui inscrit Pellegrino Sbardellotto sur la liste des 270 antifascistes italiens les plus dangereux de Belgique. Il est soumis à un régime d'étroite surveillance alors qu'il réside à Seraing, à proximité de Liège. Il décide de rentrer en Italie pour attenter à la vie du duce Benito Mussolini.
Le 4 juin 1932, il est arrêté à Rome en possession d'un pistolet et d'un faux passeport suisse. Il est interrogé et ses parents et un de ses frères sont aussi arrêtés. Il est jugé le 16 juin par le tribunal spécial pour la sécurité de l’État présidé par Guido Cristini. Il admet l'intention de vouloir tuer Mussolini et après un rapide procès de seulement deux jours, il est condamné à la peine de mort. Il est fusillé au fort Bravetta par un peloton de militaire commandé par le capitaine Armando Giuia après avoir assisté trente minutes auparavant, à l'exécution de Domenico Bovone, un antifasciste de Gênes.
Angelo Pellegrino Sbardellotto appartient à ce petit groupe qui attentèrent ou projetèrent d'attenter à la vie de Mussolini, comme lui on compte Tito Zaniboni, Violet Gibson, Gino Lucetti, Anteo Zamboni et Michele Schirru.

## Sources
- (it) Cet article est partiellement ou en totalité issu de l’article de Wikipédia en italien intitulé « Angelo Pellegrino Sbardellotto » (voir la liste des auteurs) le 16.11.2007.